# 位藤紀美子
位藤 紀美子（いとう きみこ 1946年?- ）は愛媛県出身の国語教育学者。学生の起こした不祥事によって引責辞任した寺田光世に代わって2009年9月に京都教育大学の新学長に選出され、同年10月1日より就任した。同大学初めての女性学長となった。

## 経歴
- 広島大学教育学部卒業
- 広島大学助手
- 1973年 - 広島大学大学院教育学研究科博士課程中退
- 1973年 - 京都教育大学講師
- 京都教育大学助教授
- 1990年 京都教育大学教授
- 2009年 びわこ学院大学教育福祉学部教授[2]
- 2009年10月 京都教育大学学長
- 2016年3月 任期満了に伴い京都教育大学長を退任[3]
- 2021年 瑞宝中綬章受章[4][5][6]

## 所属学会
- 全国大学国語教育学会
- 日本国語教育学会

## 著書
- 『作文・綴り方教育史資料』（上・下）大正期から昭和期へ 雑誌「赤い鳥」綴り方を中心に（1971年）